# Zetorchestes equestris
Zetorchestes equestris är en kvalsterart som beskrevs av Berlese 1908. Zetorchestes equestris ingår i släktet Zetorchestes och familjen Zetorchestidae. Inga underarter finns listade i Catalogue of Life.